# 豊島輝彦
豊島 輝彦（とよしま てるひこ、1938年 - 2014年12月14日）は、日本の洋画家。北海道小樽市出身。北海道学芸大学（現北海道教育大学）特設美術課程卒業。元札幌大谷大学短期大学部教授。元北海道美術協会事務局長。日本美術家連盟会員。風景画を中心とした写実絵画で知られる。

## 来歴・人物
1959年、学生時代に北海道美術協会展協会賞を受賞。大学卒業後、1962年から1969年まで母校の北海道札幌東高等学校に赴任し美術教師をつとめた。この時代、阿部典英、米谷雄平らとともに美術グループに参加し創作活動を行った。1967年には、一水会賞を受賞。その後、一水会会員として一水会会員賞を多数受賞した。1972年からヨーロッパに滞在し作品を制作、画集も出版している。帰国後は、北海道を拠点に創作活動を行う一方、1979年から1996年の間、北海道美術協会事務局長として道展の運営や、後進の育成指導に尽力した。作風は、正統的な写実絵画が主だが、抽象画も手がけている。

## 受賞
- 1959年　北海道美術協会賞
- 1967年　一水会賞
- 1969年　一水会会員佳作賞
- 1975年　一水会会員佳作賞
- 1976年　一水会会員佳作賞
- 1977年　一水会会員優秀賞
- 1997年　北海道文化賞奨励賞

## 主な作品
- 廃船（1959年）
- ずり山のある風景（1972年）
- 雄冬の海（1983年）
- 朝の札幌大通公園（1986年）
- 函館風景（1993年）